# Iglesia católica en Israel

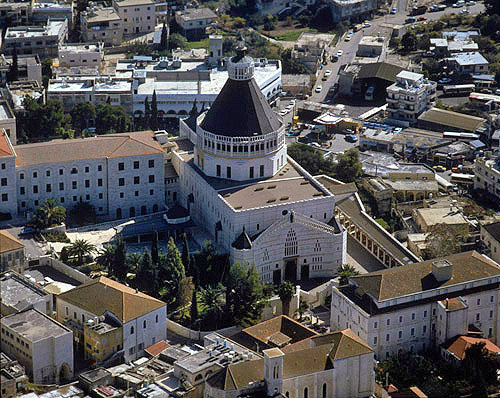
Basílica de la Anunciación

La Iglesia católica se origina en el área que comprende actualmente Israel y los Territorios Palestinos, remontando sus orígenes a la Iglesia local de Jerusalén descrita en los Hechos de los Apóstoles, formada por los primeros seguidores de Jesús de Nazaret. La Iglesia de Jerusalén es considerada la «iglesia madre» de todo el cristianismo.
La Iglesia de la Resurrección, el santuario más sagrado del cristianismo, se encuentra en Jerusalén, al igual que muchos de los sitios asociados con la vida de Jesús y los primeros cristianos. 
Hay aproximadamente 200.000 cristianos en Israel y los territorios palestinos, que representan cerca de 2% de la población total. Las iglesias católicas más grandes incluyen 64.400 católicos griegos melquitas, 32.200 católicos latinos y 11.270 maronitas.
Las jurisdicciones de siete de las Iglesias católicas coinciden en Israel: la armenia, la caldea, la griega melquita, la latina, la maronita y la siríaca. Incluyendo el patriarcado copto católico el cual también tiene representación. Además, el Custodio Franciscano de Tierra Santa, la Prelatura Territorial del Centro Notre Dame de Jerusalén y la Prelatura Personal del Opus Dei tienen presencia jurisdiccional en Israel y en los territorios palestinos. La Santa Sede está representada por el Nuncio Apostólico en Tel Aviv-Yafo para Israel y el Delegado Apostólico en Jerusalén. 
Cerca del 85% de los católicos en Israel y los territorios palestinos son de habla árabe. Además de unas cuantas de capellanías para el clero expatriado, peregrinos y obreros, hay también un vicariato dentro del Patriarcado latino ministrando a los católicos hebreos, es decir, judíos convertidos al catolicismo de ascendencia hebrea o los católicos de habla hebrea nacidos de trabajadores inmigrantes, mayoritariamente de Filipinas.